# Teologia própria
Teologia própria, ou teologia propriamente dita, ou teontologia, é o locus (área de estudo) da teologia sistemática que trata do estudo de Deus e, especificamente, de Deus Pai. Suas áreas clássicas de investigação são a questão da existência de Deus, os atributos divinos, a Santíssima Trindade, a doutrina do decreto divino, criação, providência e teodiceia.